# Ljubnica
Ljubnica  je naselje u slovenskoj Općini Vitanju. Ljubnica se nalazi u pokrajini Štajerskoj i statističkoj regiji Savinjskoj. 

## Stanovništvo
Prema popisu stanovništva iz 2002. godine naselje je imalo 311 stanovnika.